# Il sindacalista
Pour plus de détails, voir Fiche technique et Distribution.
Il sindacalista est une comédie italienne réalisée par Luciano Salce et sortie en 1972.
Avec ce film, l'acteur principal Lando Buzzanca rend hommage à Giuseppe Di Vittorio.

## Synopsis
L'ouvrier sicilien Saverio Ravizzi, tout juste embauché dans une usine de réfrigérateurs à Bergame, commence à mobiliser ses collègues pour obtenir de meilleures conditions de travail. Il met en scène de nombreuses formes de protestation, parfois aux résultats ridicules, comme le fait de bloquer la route un jour de brouillard profond, de voler le bus sur lequel, alors qu'il tente de s'échapper, un tunnel s'effondre, ou lorsqu'il s'allonge devant le camion qui doit transporter les réfrigérateurs vers les magasins où ils doivent être vendus pour empêcher leur départ. À plusieurs reprises, il parvient également à extorquer des concessions au propriétaire de l'usine, Tamperletti. Ces actions le rendent si populaire qu'il est élu, sans même avoir fait acte de candidature, représentant syndical officiel de l'usine. Cependant, l'entrepreneur Tamperletti, un homme bon vivant en apparence seulement, est en réalité un habile manipulateur qui instrumentalise les actions de Saverio en sa faveur.

## Fiche technique
- Titre original italien : Il sindacalista[2],[3]
- Réalisation : Luciano Salce
- Scenario : Castellano et Pipolo
- Photographie :	Erico Menczer (it)
- Montage : Antonio Siciliano (it)
- Musique : Guido et Maurizio De Angelis
- Décors et costumes : Giancarlo Bartolini Salimbeni (it)
- Production : Mario Cecchi Gori
- Société de production : Fair Film
- Pays de production :  Italie
- Langue originale : italien
- Format : Couleur par Eastmancolor
- Durée : 108 minutes
- Genre : Comédie
- Dates de sortie :
  - Italie : 20 avril 1972 (Sanremo) ; 21 avril 1972 (Turin) ; 9 juin 1972 (Milan)

## Distribution
- Lando Buzzanca : Saverio Ravizzi
- Renzo Montagnani : Luigi Tamperletti
- Isabella Biagini : Teresa Piredda, la femme de Saverio
- Dominique Boschero : Marisa
- Piero Vida : Vezio Bellinelli
- Giancarlo Maestri : Tonino Pagliari
- Giacomo Rizzo : Stelvio De Paolis
- Isabelle Marchall : la fille du carrousel
- Gino Santercole : ouvrier
- Patrizia Battaglia : Delia, la fille de Saverio
- Gastone Pescucci : le prêtre
- Luca Sportelli : le propriétaire du carrosse
- Ada Pometti : l'ouvrier
- Ezio Sancrotti : Cesare Taruffi
- Adriano Amidei Migliano : Orselli
- Pietro Zardini : Costanzo D'Alessio
- Gianfranco Barra : Carabinier
- Fernando Cerulli : Nereo Marchini, ouvrier
- Livio Galassi : Mario Tacconi, ouvrier
- Ferdinando Murolo : Martino
- Paola Pitagora : Vera
- Renzo Rinaldi : chef du département de peinture
- Luciano Bonanni : ouvrier
- Francesco Anniballi : ouvrier
- Fortunato Arena : ouvrier
- Franca Scagnetti : ouvrier
- Dalila Di Lazzaro : fille du Nouvel An
- Stefania Possamai : femme de Luigi Tamperletti